# 斯圖普尼揚卡河
斯圖普尼揚卡河（烏克蘭語：Ступнянка），是烏克蘭的河流，位於該國西部，發源自納胡耶維奇以西，屬於比斯特里齊亞季斯梅尼齊卡河的支流，流經利沃夫州的德羅霍貝奇區，河口處在斯圖普尼齊亞，河道全長11公里，流域面積35平方公里。